# Obwód BCh Przemyśl
Obwód BCh Przemyśl (noszący nr 21, kryptonim Przesmyk) - obwód należący do Podokręgu Rzeszów Okręgu Kraków Batalionów Chłopskich, odpowiadający terytorialnie powiatowi przemyskiemu.
Kryptonim obwodu został przydzielony na początku 1943.
Komendantem obwodu był Roman Kisiel Sęp, zastępcą komendanta Karol Niemczewski Srogi, szefem propagandy i wywiadu Zygmunt Romanowski Pegaz, oficerem ds. specjalnych  Franciszek Wojciechowski Żółty, komendantem Oddziałów Specjalnych Stanisław Błachut Kabel, instruktorem szkoleniowym Henryk Król Poker.
Ujawnienie się członków BCh w tym obwodzie odbyło się od 26 września 1945, na podstawie rozkazu Komendy Głównej BCh z 19 września 1945.

## Literatura
- Weronika Wilbik-Jagusztynowa - "Bataliony Chłopskie na Rzeszowszczyźnie. Dokumenty, relacje, wspomnienia", Warszawa 1973